# Управление на онлайн идентичност
Управление на онлайн идентичност (на английски: Online identity management, още управление на онлайн имиджа или управление на онлайн репутацията) в контекста на връзките с обществеността и уеб маркетинга е набор от методи за създаване на отличаващо присъствие на дадена личност в интернет. Това присъствие би могло да бъде отразено във всякакъв вид съдържание, което се отнася до личността, включително присъствие в новини, участие в блогове и форуми, лични уебсайтове, присъствие в социални медии, на снимки, видео и други.
Един от аспектите на управлението на онлайн идентичността е свързано с целенасоченото подобряване на количеството и качеството на трафика към сайтове, които имат съдържание, свързано с дадено лице. Този аспект е част и от друга област, оптимизация за търсачки (search engine optimization) с тази разлика, че ключовата дума по която се прави оптимизацията е името (съответно псевдонима) на лицето.
Друг аспект е свързан с управлението на впечатлението, т.е. „процес, чрез който хората се опитват да контролират впечатленията на други хора“ и по-специално с целта да се повиши онлайн репутацията на даден човек. Управлението на онлайн идентичността често включва и присъединяване и участие в социалните мрежи като Facebook, Flickr, YouTube, Twitter, Twitxr, Last.fm, MySpace и други онлайн общности.
Конкретните цели на управлението на онлайн идентичността са:
1. Изграждане на онлайн самоличност на дадено лице, в случай че такава изобщо липсва или е застъпена слабо.
2. Увеличаване на положителните онлайн референции за определено лице, като тези усилия са насочени не само към потребителите, които изрично търсят информация за лицето, но също така и към онези, които мимоходом попадат на информация за лицето, докато сърфират в интернет.
3. Разрешаване на проблеми с репутацията в интернет пространството. Това е аспект и на управлението на репутацията.